# Carl Michael Gahbler
Carl Michael Gahbler (oft Michael Carl Gahbler; * 30. Juni 1785 in Heilsberg, Ostpreußen; † 24. März 1838 in Conitz, Westpreußen) war ein deutscher Kadettengouverneur und Gymnasialdirektor im Königreich Preußen.

## Leben
Gahbler besuchte das Gymnasium in Braunsberg. Danach studierte er wahrscheinlich katholische Theologie.  1805 wurde Gahbler Kadettengouverneur (Erzieher) in der Kadettenschule in Culm in Westpreußen. Ab 1806 musste er als Hauslehrer arbeiten, nachdem die Stadt zum polnischen Herzogtum Warschau gekommen war.
1809 wurde Gahbler Kadettengouverneur in der Kadettenschule in Stolpe und 1811 als solcher nach Potsdam versetzt. Seit 1816 war er dort als Lehrer angestellt.
1820 wurde Carl Michael Gahbler Oberlehrer für Mathematik am Gymnasium in Conitz. Im September 1829 wurde er dort zum neuen Direktor vorgeschlagen und im Mai 1831 durch das Ministerium bestätigt.
1838 starb er nach kurzer Krankheit.

## Publikationen
Michael Carl Gahbler  verantwortete die jährlichen Schulprogramme des Gymnasiums Conitz als Direktor und verfasste weitere Schriften.
- Einige critische Bemerkungen, veranlasst durch einzelne Stellen aus Kiesewetter's Lehre von den höheren Gleichungen, Conitz 1823
- Ueber einige Punkte der lateinischen Grammatik von Zumpt, fünfte Auflage , Conitz 1826
- De iis quae in Lünemanniani lexici editione sexta desiderantur, Danzig 1830
- De gymnasii Conecesis natura et condicione, Berlin 1834